# Брянский опытный лесхоз
Брянский опытный лесхоз (Учебно-опытный лесхоз) — небольшой населённый пункт на территории Брянского района Брянской области. Расположен в 2 километрах севернее автодороги А141 и в 1 км к югу от железнодорожной платформы «Белобережская», вдоль дороги, ведущей к мемориальному комплексу «Партизанская поляна» и Белобережской пустыни. Посёлок назван по учебно-опытному лесхозу БГИТА, который здесь расположен.
Главная достопримечательность посёлка — дендросад, где собраны многие породы деревьев и других растений. В лесу близ посёлка установлен памятник военным журналистам.
В посёлке имеется остановка пригородного автобуса 105 «Брянск — Белобережский санаторий».
Статус посёлка и его административная подчинённость до настоящего времени законодательно не установлены.